# Ochagavia
Ochagavia – rodzaj roślin z rodziny bromeliowatych (Bromeliaceae). Obejmuje cztery gatunki. Występują one w Chile, w tym także na archipelagu Juan Fernández. Ochagavia carnea pochodząca z wybrzeża w centralnym Chile jest rośliną uprawianą jako ozdobna. Lokalnie dziczeje z upraw, np. na wyspach Scilly.

## Systematyka
Rodzaj z podrodziny Bromelioideae z rodziny bromeliowatych (Bromeliaceae).  
Wykaz gatunków
- Ochagavia andina (Phil.) Zizka, Trumpler & Zöllner
- Ochagavia carnea (Beer) L.B.Sm. & Looser
- Ochagavia elegans Phil.
- Ochagavia litoralis (Phil.) Zizka, Trumpler & Zöllner